# Nuri Alço
Nuri Alço (Eskişehir, 26 april 1951) is een Turks acteur. Nuri Alço vooral bekend vanwege zijn rollen in Bizim Batman, Günah Keçisi (2011) and Kavgamiz (1990).

## Biografie
Alço werd geboren in Eskişehir en is een zoon van een familie die oorspronkelijk uit Bulgarije afstamt. Alço werkte in zijn vroegere jaren als financieel en farmaceutisch medewerker. In 1974 maakte hij zijn acteerdebuut in een Yeşilçamfilm. Hij speelde vaak de rol van verkrachter en slechterik in zijn rollen. Hij is in een aantal films verschenen met Ahu Tuğba, een van de erotische symbolen van de jaren '80.

## Filmografie

### Televisieseries
| Jaar | Film              | Rol             |
| ---- | ----------------- | --------------- |
| 2002 | Lahmacun ve Pizza | Babür Zımba     |
| 2003 | Lise Defteri      | Ahmet Cevaloğlu |
| 2004 | Avrupa Yakası     |                 |
| 2004 | Şubat Soğuğu      | Arif Zorlukaya  |
| 2005 | Gerçek Kesit      | Şevket          |
| 2010 | Akasya Durağı     |                 |
| 2015 | Kardeş Payı       |                 |
| 2018 | Meleklerin Aşkı   |                 |
| 2019 | İkizler Memo-Can  | Engerek Ali     |